# أوليفر شيبارد
أوليفر شيبارد (بالإنجليزية: Oliver Sheppard)‏ هو نحات أيرلندي، ولد في 1865 في Cookstown ‏ في المملكة المتحدة، وتوفي في 14 سبتمبر 1941 في دبلن في جمهورية أيرلندا.

## وصلات خارجية
- أوليفر شيبارد على موقع أوليمبيديا (الإنجليزية)